# Akademija Donglin
Akademija Donglin (kitajsko 東林書院, pinjin Dōnglín Shūyuàn, dobesedno Akademija v Vzhodnem gaju), znana tudi kot Akademija Guišan (龜山書院, Guīshān Shūyuàn), je bila izobraževalna ustanova v mestu Vuši na Kitajskem. Ustanovljena je bila leta 1111 med vladavino dinastije Severni Song. Na njej je poučeval novokonfucijanski učenjak Jang Ši. Akademija je kasneje izgubila svoj ugled in propadla.  
Ime Donglin je dobila po templju Donglin ob vznožju gore Lu v Džjudžjangu. Jang Ši je ob obisku templja Donglin menil, da je dober kraj za poučevanje. Ko je v templju končal s predavanji, je odpotoval v Vuši in opazil, da je postavitev akademije podobna templju Donglin. Odločil se je ostati in na akademiji Donglin predaval osemnajst let.  

## Zgodovina
Med vladavino cesarja Vanlija iz dinastije Ming je veliki tajnik Gu Šjančeng skupaj z učenjaki Gao Panlongom, Čjan Jibenom, An Šifanom in Ju Kongdžjanom leta 1604 obnovil akademijo Donglin. Projekt so finančno podprli lokalni plemiči in uradniki, med njimi guverner mesta Čangdžov Oujang Dongfeng  in okrožni sodnik Vušija Lin Dzaj. Akademija je dala ime nastalemu ideološkemu in filozofskemu donglinškemu gibanju. 
Leta 1626 je bila akademija surovo uničena. Od nje je ostal le del kamnitega spominskega oboka. Sodobna akademija je rekonstrukcija cesarjev Jongdženga in Čjanlonga v času dinastije Čing. Cesarja naj bi z obnovo pridobila podporo kitajskih učenjakov Hanov, ki so živeli v Vušiju.
Akademijo je v letih 1981 in 1982 preuredila vlada Ljudske republike Kitajske. 

## Sklic
1. ↑  老虎 (19. februar 2011). 东林书院为清流 (v kitajščini). Arhivirano iz prvotnega spletišča dne 15. septembra 2013. Pridobljeno 15. marca 2012.